# Włas Kołpakow
Włas Iwanowicz Kołpakow (ros. Влас Иванович Колпаков, ur. w czerwcu 1909 w ułusie Kamyszta, zm. 1998 w Moskwie) – radziecki polityk i działacz partyjny, Bohater Pracy Socjalistycznej (1948).

## Życiorys
Urodzony w chakaskiej rodzinie chłopskiej, po ukończeniu szkoły był sprzedawcą sklepowym w rodzinnej wsi, od stycznia 1928 sekretarz rady wiejskiej, później przewodniczący rejonowego towarzystwa kredytowego i kierownik wydziału finansowego rejonowego komitetu wykonawczego. Od 1930 przewodniczący ust-abakańskiego rejonowego komitetu wykonawczego, później pomocnik prokuratora, prokurator i sędzia w Chakaskim Obwodzie Autonomicznym, od 1930 członek WKP(b). Od 1937 zastępca redaktora, potem redaktor rejonowej gazety "Znamia Sowietow", w latach 1940-1941 sekretarz Komitetu Obwodowego WKP(b) Chakaskiego Obwodu Autonomicznego ds. kadr, 1941–1943 słuchacz Wyższej Szkoły Partyjnej przy KC WKP(b), po czym powrócił na poprzednie stanowisko, 1946–1950 był I sekretarzem Ust-Abakańskiego Rejonowego Komitetu WKP(b). Od 1950 do lutego 1952 I zastępca przewodniczącego, a od 26 lutego 1952 do 1954 przewodniczący Komitetu Wykonawczego Obwodowej Rady Chakaskiego Obwodu Autonomicznego, w latach 1954–1959 I sekretarz Komitetu Obwodowego KPZR Chakaskiego Obwodu Autonomicznego. Od lipca 1959 do października 1961 przewodniczący Komitetu Wykonawczego Rady Obwodowej Chakaskiego Obwodu Autonomicznego, od 1962 przewodniczący Komitetu Obwodowego Związku Zawodowego Pracowników Gospodarki Rolnej, od 1969 na emeryturze. W latach 1948–1962 deputowany do Rady Najwyższej ZSRR od 3 do 5 kadencji. Delegat na XIX i XX Zjazdy KPZR.

## Odznaczenia
- Medal Sierp i Młot Bohatera Pracy Socjalistycznej (10 kwietnia 1948)
- Order Lenina (trzykrotnie – 10 kwietnia 1948, 1 czerwca 1949 i 11 stycznia 1957)
- Order Czerwonego Sztandaru Pracy (19 października 1950)
- Medal „Za pracowniczą dzielność” (dwukrotnie – 6 czerwca 1945 i 25 grudnia 1959)

I inne.